# テルモトガ界
テルモトガ界（Thermotogati）は、テルモトガ属をタイプ属とする細菌の界である。2020年代にDST系統などと呼ばれていたものが界として定義されたものである。
2024年に公表された『原核生物の2つのドメインと7つの界の名称の正式発表』により記載された。含まれる生物に共通の特性は宣言されていない。分子系統に基き定義されており、タイプ属を含むテルモトガ門の他に、DST系統に含まれるデイノコッカス門及びシネルギステス門が暫定的に含まれるとされる。LPSNでは、この他に"Acetothermia"と"Bipolaricaulota"の2つの候補門を含んでいる。
ただしテルモトガ門とシネルギステス門の近縁性は比較的支持されているものの、デイノコッカス門も含んだDST系統の単系統性には議論がある。